# Challenge of the Super Friends
Challenge of the Super Friends is een Amerikaanse animatieserie gebaseerd op de Justice League-strips van DC Comics. De serie is onderdeel van de Super Friends-serie, en liep van 9 september 1978 tot 15 september 1979. De serie werd geproduceerd door Hanna-Barbera.

## Onderdelen
De serie bestond uit twee onderdelen.

### Eerste deel
Het eerste deel van de serie bestond uit een 30 minuten durend verhaal over Superman, Batman en Robin, Wonder Woman, Aquaman en de Wonder Twins. Deze afleveringen vertoonden grote gelijkenissen met die uit de vorige serie, The All-New Super Friends Hour.

### Tweede deel
Het tweede deel bestond uit eveneens een 30 minuten durend verhaal, maar deze draaide vooral om de Legion of Doom; een team van 13 superschurken waar de Super Friends tegen moesten vechten.

## Productie
Challenge of the Super Friends werd verteld door William Woodson. De muziek werd gecomponeerd door Hoyt Curtin, onder toezicht van Paul DeKorte en Fred Werner.
Hanna-Barbera's schrijvers experimenteerden geregeld met het Super Friends team door extra personages toe te voegen. Zo doken in de serie The Flash, Green Lantern, Hawkman en Hawkgirl op. Tevens probeerde men de serie een grotere diversiteit aan cultuur te geven door nieuwe personages uit andere etnische groepen toe te voegen. Dit waren Black Vulcan, Apache Chief, Rima the Jungle Girl en Samurai.

## Personages

### Super Friends/Justice League of America
- Superman
- Batman
- Robin
- Wonder Woman
- Aquaman
- the Flash
- Green Lantern
- Hawkman
- Black Vulcan
- Apache Chief
- Samurai

### Legion of Doom
- Lex Luthor
- Solomon Grundy
- Sinestro
- Black Manta
- Cheetah
- Giganta
- The Scarecrow
- Toyman
- The Riddler
- Bizarro
- Brainiac
- Captain Cold
- Gorilla Grodd

## Cast
- Jack Angel .... The Flash, Hawkman, Samurai
- Marlene Aragon .... The Cheetah
- Lewis Bailey ....
- Michael Bell .... Riddler
- Bill Callaway .... Aquaman, Bizarro
- Ted Cassidy .... Brainiac, Black Manta
- Melanie Chartoff ....
- Henry Corden ....
- Danny Dark .... Superman, Superboy
- Al Fann ....
- Shannon Farnon .... Wonder Woman
- Ruth Forman .... Giganta
- Bob Hastings ....
- Bob Holt ....
- Buster Jones .... Black Vulcan
- Stan Jones .... Lex Luthor
- Casey Kasem .... Robin, Computer
- Don Messick .... Scarecrow
- Vic Perrin .... Sinestro
- Renny Roker ....
- Stanley Ross .... Grodd the Gorilla
- Dick Ryal .... Captain Cold
- Michael Rye .... Green Lantern, Apache Chief
- Olan Soule .... Batman
- Jimmy Weldon .... Solomon Grundy
- Frank Welker .... Toyman

## Afleveringen

### Eerste deel (ook wel bekend als gewoon "Super Friends")
- The Demons of Exxor
- Rokan: Enemy from Space
- Battle at the Earth's Core
- Sinbad and the Space Pirates
- The Pied Piper from Space
- Attack of the Vampire
- The Beasts are Coming
- Terror from the Phantom Zone
- The Anti-Matter Monster
- World Beneath the Ice
- The Invasion of the Brain Creatures
- The Incredible Space Circus
- Batman:Dead or Alive
- Battle of the Gods
- Journey Through Inner Space
- The Rise and Fall of the Super Friends

### Tweede deel
- Wanted: The Superfriends
- Invasion of the Fearians
- The World's Deadliest Game
- The Time Trap
- Trial of the Superfriends
- Monolith of Evil
- The Giants of Doom
- Secret Origins of the Superfriends
- Revenge on Gorilla City
- Swamp of the Living Dead
- Conquerors of the Future
- The Final Challenge
- Fairy Tale of Doom
- Doomsday
- Superfriends: Rest In Peace
- History of Doom